# Paul Fressanges du Bost
Marie Louis Paul Fressanges du Bost, né le 16 décembre 1886 à La Madeleine (Nord), France, est un officier français d'artillerie puis d'aviation, ingénieur de l'École Centrale des Arts et Manufactures promotion 1910. Marié à Anne-Marie Le Camus avec lequel il a 12 enfants. Il décède le 9 juin 1943 à Clermont-Ferrand.

## Origines

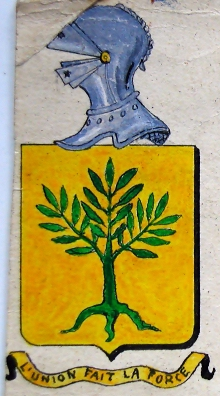
Le blason des Fressanges du Bost porte la devise « L'union fait la force » et ces armoiries : « d'or à un arbre de sinople » lequel arbre est un frêne en référence directe au nom Fressanges.

### Éléments généalogiques

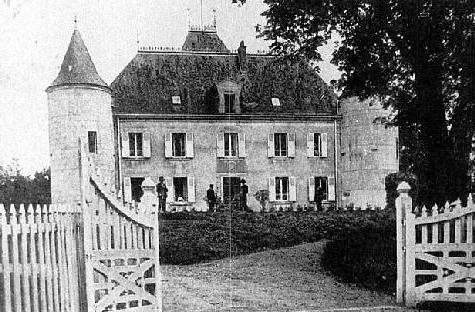
Le château du Bost

La famille Fressanges est issue du village corrézien du même nom, aujourd'hui Laroche-près-Feyt. Situé dans la province de la Marche, aux confins de la Corrèze, de la Creuse et du Puy-de-Dôme.
Le Château du Bost, commune de Magnat-l'Étrange, construit par la famille du Plantadis au XVe siècle, passe à la fin du XVIIe siècle aux mains de Laurent Tixier [1671-1720]; sa fille Marguerite Tixier [1705-1785] épouse Jean de Fressanges [1701-1773] qui devient ainsi Jean de Fressanges du Bost.
Aujourd'hui le château est toujours propriété d'une des branches cousines de la famille, Jeanne Eulalie de Fressanges du Bost (1807-1882) ayant épousé Annet Marien d'Ussel (1789-1876), commissaire de surveillance administrative des chemins de fer.
Les descendants de la famille sont d'une part les « Fressanges du Bost » dont certains ont abandonné la particule « du Bost » et d'autre part les « de Fressanges » issus d'une branche n'ayant pas été associée au château du Bost.

### Origine familiale et études d'ingénieur
Fils de Marie Auguste Albert Paul Fressanges du Bost [1853-1928], lieutenant au 19e régiment de chasseurs à cheval et de Marie Virginnie Eugénie Fauquemont [1859-1940]. À l'époque de la Grande Guerre, ils résident à Puy-Guillaume.
Issu d'une famille de militaires, il s'engage dans l'armée le 7 octobre 1907 pour financer ses études à l’école Centrale de Paris sous le no 199 bis. Il obtient son diplôme d’Ingénieur en 1910 et est versé au 36e régiment d'artillerie, basé à Issoire au grade de Canonnier de 2e classe. Il est promu au rang de brigadier le 12 juillet 1911.
Après 2 ans de service militaire dans l’artillerie (à cause de ses compétences en mathématiques, utiles au calcul des trajectoires), il s’engage pour trois ans le 18 octobre 1912 au (grade de Maréchal des Logis). Il est affecté au 16e régiment d'artillerie de Clermont-Ferrand puis rejoint l’école militaire d'artillerie à Mailly-le-Camp avec le grade d'aspirant un an plus tard 1er octobre 1913.

## Artillerie5erégiment(août 1914 - mars 1915): le début de la guerre
Le 1er août 1914 à 15h40, la France déclare la mobilisation générale. L'Allemagne déclare la guerre à la Russie. Le 2, Paul Fressanges du Bost est nommé sous-lieutenant au 2e groupe du 5e régiment d'artillerie, 29e batterie, chargée de la défense de Besançon, le 3 l’Allemagne déclare la guerre à la Serbie et à la France.
Paul Fressanges du Bost a sous ses ordres une batterie de 4 canons de 75 mm servie par six soldats : le pointeur, le tireur, le chargeur, le déboucheur et les deux pourvoyeurs. Son chef de corps est le colonel Nivelle.
Le 6 août, le général Louis Bonneau reçoit l'ordre de « S’emparer du front Thann Mulhouse, atteindre le Rhin par la droite, en couper les ponts et se porter sur Colmar ». L'attaque commence le 7 au matin, entre dans Mulhouse le 8, puis se replie hors de la ville.
Pendant ce temps, le général Thévenet,, gouverneur de Belfort, place la 57e Division de Réserve en arc de cercle dont l'artillerie sous les ordres du lieutenant-colonel Sautereau du Part.
Parti à 1h du matin le 10 août de Danjoutin, son groupe passe la frontière à Foussemagne puis avance vers Chavannes-sur-l'Étang, Dannemarie et Altkirch et s'approche tout près de la ligne de front vers Mulhouse, canonnée par les allemands sans interruption depuis 4h du matin, avant de se replier sur Dannemarie. Le lendemain dans l'après-midi sa batterie essuie le feu d'un aéroplane allemand qui lance cinq bombes sans effet.
Il se distingue dès le 13 à Montreux-Vieux avec une mention dans son dossier « Belle tenue au feu ». Cette bataille défensive fait 800 tués ou blessés dans les rangs français tandis que les allemands perdent 2000 hommes.
Il « Continue à servir avec intelligence et dévouement et manifeste en toutes circonstances beaucoup d’entrain, de sang-froid et d’énergie. » et obtient sa première citation à l’ordre de la division pour sa belle conduite au combat de Pont d’Aspach le 26 décembre 1914.

« La batterie ayant été prise sous le tir réglé d’une batterie ennemie de 150, n’a pas cessé d’assurer son service avec le plus grand calme et a fait continuer le tir de la batterie sans qu’il fût possible de s’apercevoir qu’elle se trouvait sous le feu de l’ennemi. »

— Ordre No43 de la 57e D.I. le 17 janvier 1915

## Escadrille C 34 (avril 1915 – février 1916): d'observateur à pilote

### Observateur enAéroplane
À la fin de l’année 1915, il fait quelques montées d’observation en ballon « Surcouf » mais ses mouvements brusques le rendent malade. En mars il demande à faire un stage d’observation en aéroplane ainsi qu’en témoigne une carte postale envoyée à ses parents :

« Il y a bien longtemps mes chers parents que je n’ai pu vous écrire. Je suis maintenant en train de faire un stage comme observateur en aéroplane. Aussitôt que je pourrai je vous écrirai un peu longuement pour vous raconter mon nouveau genre de vie. Pour le moment, tout nouveau, tout beau, et j’attends avec impatience de pouvoir me rendre utile dans mon nouvel emploi. Déjà, j’ai pu faire quelques vols assez courts d’ailleurs, et l’avion est un moyen de locomotion fort agréable. Aucune des secousses, aucun des malaises, déjà signalés dans les ascensions en ballon captif.. »

— 24 mars 1915
Le 13 mai 1915 il est affecté à temps plein à l’escadrille C 34 (Caudron G.3) de Belfort comme observateur titulaire.
Son action lui vaut d’être cité par Henry Bordeaux dans sa « Vie héroïque de Guynemer » dans laquelle il fait plusieurs digressions sur le comportement de l’ensemble des pilotes et observateurs durant la première guerre mondiale :

« Et le capitaine Mery, et le lieutenant Viguier, et le lieutenant de Saint-Severin, et Fressanges, et Floret, et de Niort, et le commandant Challe,,, et le lieutenant Boudereau, et le capitaine Roeckel,,,, et l’adjudant Fonck qui devait s’illustrer comme chasseur: que d’observateurs d’élite contribuèrent ainsi aux destructions de l’artillerie, à la progression des fantassins ! »

À partir de septembre 1915 les vols d'observation se raréfient (seulement 11 en cinq mois). Il a décidé d'être pilote.

### Brevet de Pilote

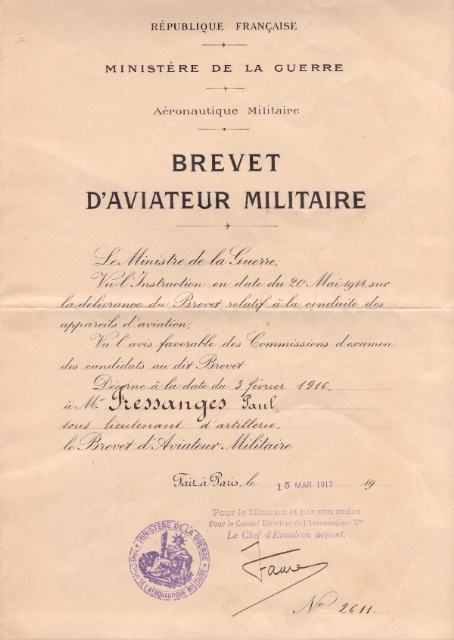
Brevet de Pilote de Paul Fressanges du Bost

Il fait une dizaine de sorties sur Caudron en double commande avec le Sergeant Mère. En novembre, après une vingtaine de lignes droites à grande vitesse sur un rouleur puis le Caudron G.3 No 331 lui est affecté le 15 décembre 1915 comme avion d’entraînement. Il vole deux fois par jour et même trois fois le 18 janvier 1916. Ce jour marque aussi son premier vol opérationnel. Il passe les lignes ennemies avec le Sous-Lieutenant Simonet comme observateur (Reconnaissance sur l'Hartmannswillerkopf). Dès son retour il re-sort pour battre son record d'altitude à 3 050 m.
Le 1er février 1916 il passe son brevet de pilote militaire (No 2611) au Bourget en une seule épreuve - il a déjà réalisé des missions opérationnelles -: une heure de vol à 2000 mètres d’altitude ainsi que l'atteste une bande barométrique dans son dossier!

## Escadrille C 28 (février 1916 – février 1918): faits d'armes

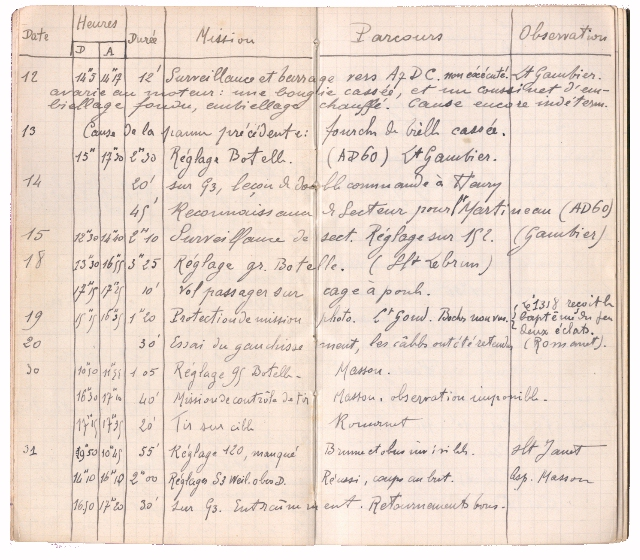
Carnet de vol de Paul Fressanges du Bost

Il est promu au grade de Lieutenant et affecté à l’escadrille d’observation C 28. À travers la lecture de ses carnets de vol, on peut se faire une idée précise du rôle et des missions d’un pilote durant toute la guerre: mission de repérage photographique, de réglage d’artillerie,, protection d’autres appareils en mission au-dessus des lignes ennemies et essais de nouveaux matériels et promenade d'officiers d'Infanterie et d'Artillerie. En plus de ces missions un temps très important est consacré à la réparation des appareils, à l’entraînement au tir sur cible aérienne, et au bombardement.

« Le Général Gratier, commandant la 25e Division d’Infanterie cite, à l’ordre de la division l’escadrille C 28 : Escadrille ardente et généreuse. A exécuté, sous la direction des Lieutenants Hochard et Jund, d’importantes missions de reconnaissances, de réglage et d’accompagnement d’infanterie avec une audace incomparable malgré le tir des mitrailleuses de terre et des canons anti-aériens qui, souvent ont atteint et désemparé des appareils. A montré, pendant la préparation de l’exécution d’une attaque, une belle vaillance et une rare témérité. A déjà abattu 4 avions ennemis. »

— Ordre N°490 de la 25e Division d’Infanterie du 31 août 1917
Le 24 avril 1917 alors qu’il est en mission de protection d’un avion de réglage d’artillerie au-dessus de Thorigny, il est pris à partie par sept albatros du « Flying Circus ». Son avion est touché par 10 balles mais il riposte et gagne ainsi que le relate Henry Bordeaux :

« Mais gloire aussi à l’aviation d’observation, à ces couples unis pour le devoir et parfois pour la mort: au lieutenant-pilote Fressanges, et au sous-lieutenant observateur Bouvard, qui soutinrent un combat contre sept appareils ennemis dont un fut abattu dans ses lignes ; »

Il réalise peut-être là son plus grand fait d’armes qui lui vaut une citation à l’ordre du corps d’armée :

« Est cité à l’ordre du 13e C.A, le lieutenant Fressanges: Très bon pilote (300 heures de vol sur la ligne) apte à toutes les missions qu’il remplit avec calme, sang froid et habileté. Le 23 septembre 1916 a été descendu par un obus. Le 21 avril 1917 malgré l’attaque de sept avions ennemis a rempli sa mission. »

— Ordre N°172 du 13e Corps d'Armée le 3 septembre 1917
Pendant ce temps ses qualités techniques ont été reconnues, il est noté par ses supérieurs comme possédant de grandes qualités de courage et d’intelligence mais on lui reproche de manquer d’énergie dans le commandement et d’être inégal dans son service.
De février à mai 1917 il vole sur Sopwith mais écope de 8 jours d'arrêts pour loopings au-dessus du terrain de Ham.

« Malgré les ordres donnés s’est livré à des vols acrobatiques au-dessus du terrain d’atterrissage à une altitude insuffisante. »

« S’est permis de prendre un avion Sopwith à l’annexe de la G.G.Aé alors qu’il avait reçu l’ordre de prendre un avion Caudron. »

Il « emprunte » même un avion sans ordre pour rejoindre sa fiancée... ainsi que l'atteste son livret militaire :
Du Cdt de l’aéronautique du 13e C.A. :

« Autorisé sans en rendre compte deux sorties lointaines d’avions. S’est lui-même rendu en avion à 150Km de son point de stationnement et n’est rentré qu’au bout de 24 heures. Punition portée à 15 jours d’arrêt de rigueur du Cdt de l’aéronautique de la 5e armée. »

— (Amnistiée le 3 janvier 1925)
Le 23 mai 1917, il vole sur le Nieuport 17 N°1866  de l’Escadrille Américaine N 124 « Lafayette », basée sur le même terrain de Eppeville près de Ham. C'est l'avion havituel du Sergent Andrew Campbell (inhumé dans la crypte du Mémorial de l'Escadrille La Fayette à Marnes-la-Coquette).
Il assiste à l’accident mortel au décollage sur panne moteur du commandant adjoint Alfred de Laage de Meux,.

« Lieutenant de Laage de Meux est sorti à 19h pour essayer son appareil. Après 5 à 6 minutes de vol, le moteur s'est arrêté brusquement et l'avion a piqué brusquement à l'extrémité du champ d'aviation sur un terrain de labour. Le Lieutenant a été relevé sans connaissance. »

En mai il essaye les Caudron G.6 puis G.6 120ch dont il critique les moteurs; en août 1917, il convoie plusieurs Sopwith ; le 10 janvier 1918 il essaie le tout nouveau Salmson 2A2 au GDE de Souilly.

## Escadrille SPA 124 / Groupe de Chasse 21 (février 1918 – juin 1918): le temps de la chasse
À la suite du départ des pilotes américains pour le 103e Aero Squadron, l'escadrille La Fayette, encore équipée de Nieuport, doit reconstituer ses effectifs et Paul Fressanges du Bost est nommé Adjoint technique au G.C.21 (ordre 24186 du G.Q.G. en date du 21.02.1918). Il vole 19 heures sur le nouveau SPAD S.VII de l'escadrille SPA 124.
Quatre mois plus tard on lui donne le commandement de sa propre escadrille AR 264, dans le même Groupe de Chasse 21.

## Escadrille SAL 264 (juin 1918 – avril 1919): premier commandement
C’est une escadrille toute jeune puisqu’elle a été formée en janvier 1918 sur avion Dorand AR.1 avant de devenir la SAL 264 en passant sur appareils Salmson.
De nouveau, nous devons nous contenter d’informations des plus sommaires et son dossier nous révèle simplement sa participation au sein du 13e Corps d'Armée aux opérations sur le front dans des missions de reconnaissance à basse altitude et dans l’accompagnement de l’infanterie qui lui vaudront à la suite du rapport du Capitaine Chapelet, une citation le 28 janvier 1919 reprenant intégralement le texte proposé par le rapport :

### Rapport du Capitaine Chapelet, commandant l'aéronautique du13eC.A.
Le 11 novembre 1918

« L’escadrille 264 fut formée, en décembre 1917 avec des éléments de l’escadrille 19 et des éléments du dépôt. La moitié de son personnel navigant provenait de l’escadrille 19.
Cette escadrille se révéla immédiatement, dans son rôle d’Escadrille divisionnaire, comme une unité ardente, généreuse se dépensant sans compter. En dix mois, la moitié de son personnel navigant a été tué ou blessé.
Toutes les missions ont été remplies avec le même esprit de sang-froid, de décision et de bravoure. Se tenant toujours en liaison étroite avec les troupes de première ligne, les pilotes et les observateurs ont apporté dans l’accomplissement de leur devoir périlleux des qualités exceptionnelles de dévouement et de modestie.
Le coup de main du 16 mars 1918 sur le bois de Cheppy avait marqué la brillante cohésion et le bel entrain de l’escadrille 264. Les opérations de septembre, d’octobre et de novembre sur la Vesle et sur l’Aisne ainsi que sur la Meuse, ont montré le brillant courage d’une unité qui s’est journellement distingué par ses succès.
Les reconnaissances de champ de bataille ont été toutes remplies à basse altitude ; les points occupés par l’ennemi signalés immédiatement aux avant gardes et au commandement ; Les troupes ennemies en retraite ont été attaquées à la mitrailleuse.
L’escadrille 264 a été cruellement éprouvée le commencement de novembre ; son ardeur ne s’est jamais démentie : elle est restée fidèle à ses traditions de vaillance, de bravoure et d’audace.
L’escadrille 264 n’est détenteur d’aucune citation.
En conséquence, j’ai l’honneur de vous proposer l’escadrille 264 pour une citation à l’ordre du C.A avec le motif suivant : »

« Escadrille 264, commandée par le capitaine Fressanges : Escadrille superbe de courage et de dévouement. S’est signalée depuis janvier 1918 par son travail actif et vigilant au-dessus des lignes ennemies, en liaison étroite avec L’infanterie. En Argonne, sur Vauquois, sur le bois d’Avocourt, en Woëvre a rempli brillamment toutes les missions demandées, malgré les pertes subies. Sur la Vesle, sur l’Aisne et sur la Meuse a renseigné nos troupes au prix des plus vaillants efforts. A attaqué les troupes ennemies en retraite à la bombe et à la mitrailleuse, et s’est imposée à l’admiration de tous. »

### Lettre du Général Tabouis, commandant la13eDivision d'Infanterie
« A M. le Capitaine Fressanges Commandant l'escadrille 264
PC, le 13 novembre 1918
L’escadrille n°264 mise à mes ordre le 3 novembre 1918 a travaillé pour la D.I. dans le secteur du bois Oreste puis pendant la poursuite jusqu’à l’armistice.
Pendant cette dure période, elle a remarquablement accompli les missions que je lui ai confiées. Malgré le temps peu favorable à l’aviation, elle n’a cessé de voler, précédant les colonnes, recherchant l’ennemi, volant à une faible altitude pour éventer les surprises, photographiant les zones où le combat semblait probable.
Cette action brillante, au cours de laquelle vos pilotes ont soutenu de violents combats, a été payée de lourdes pertes.
Je vous adresse mes félicitations pour la brillante collaboration que vous avez apportée à la 13e D.I, apportant votre précieux et vaillant concours à la marche victorieuse de la D.I.
J’ai l’intention de demander une citation pour votre escadrille ; veuillez m’adresser tous renseignements utiles pour l’établissement de cette proposition (N° de l’escadrille, noms et grade du commandant - pertes pendant la période - combats soutenus - détail des reconnaissances, récompenses et opérations antérieures. »

— Signé Tabouis
Pour le capitaine Fressanges, les appréciations de ses supérieurs qui commencent par exprimer un manque d’habitude et d’autorité dans son commandement juste après sa nomination deviennent plus favorable vers la fin de la guerre, soulignant les réussites de son escadrille et sa grande valeur : « Par son exemple est parvenu à donner à son unité le plus parfait esprit et le plus brillant allant. Officier ayant de grandes qualités de cœur et d’expérience. »
Son action à la tête de cette escadrille lui vaut d’être cité à l’ordre de l’armée en 1919 :

« Commandant d’escadrille de la plus haute valeur, brave et énergique, n’a cessé au cours de plus de 500 Heures de vol de montrer les plus brillantes qualités de sang froid et d’audace. A exécuté plus de 200 missions sur les lignes ennemies, revenant presque chaque fois avec un avion atteint par les balles ou les éclats d’obus. A été deux fois abattu par le canon, le 25 septembre 1916 et le 28 septembre 1918, a livré victorieusement de nombreux combats en particulier, le 24 avril 1917 et le 3 octobre 1918. S’est distingué sur le front de Verdun, sur l’Aisne, en Champagne, sur la Vesle et sur la Meuse, entraînant tout son personnel par son magnifique exemple. »

— Ordre de la 10e Armée N° 360 le 2 juin 1919
Au total pendant la guerre, Paul Fressanges du Bost aura accumulé environ 500 heures de vol :
- Escadrille C 34 (Caudron G.3 et G.4) : observateur 62h et élève pilote 24h
- Escadrille C 28 (Caudron G.4 et Sopwith) : 336h
- Escadrille SPA 124 (Spad VII) : 19h
- Escadrille SAL 264 (Salmson 2A2) : 62h

### Mariage
Promu commandant d'escadrille, il se marie à Toulon le 16 juillet 1918 à Anne Le Camus, née le 23 avril 1899 à Toulon (et décédée le 10 juillet 1978 à Vichy).

## Après la guerre

### Escadrille SAL 19 (avril 1919 - mars 1920)
Après la cessation des hostilités, il est affecté à l'escadrille SAL 19 sur Salmson 2A2 puis jusqu'en juillet 1920 hors cadre aéronautique (12e Direction) 4e Bureau.

### Cazaux (octobre 1920 à février 1925)
Paul Fressanges du Bost est alors promu capitaine et nommé à l'école militaire de tir et de bombardement aérien de Cazaux, successivement au Centre d'Instruction de Tir et de Bombardement, à la commission d’essais et d’expériences puis au 4e Groupe d'Ouvriers d'Aéronautique.
Il vole sur Nieuport 29 et Breguet 14A2.

### Armée Française du Rhin (juillet 1927 – juin 1930)

#### Escadrille BR 246
Après un congé de deux ans et demi, passés comme directeur d'une usine de colorants en Martinique, Paul rejoint à nouveau l'armée de l'air en Allemagne (Occupation de la Rhénanie après la Première Guerre mondiale) au 12° Régiment d’Aviation de Bombardement de Jour et est affecté à la 12e Escadrille (BR 246) à Lachen-Speyerdorf, commune de Neustadt.
Après le transfert du 12e RABJ vers la BA 112 de Reims le 1er octobre 1928, il passe de la 12e Escadrille à la C.H.R. (Compagnie Hors Rang, responsable de l'intendance et de l'administration) le 20 septembre 1927.

#### Escadrille SAL 33
Affecté le 25 octobre 1928 à la 16e Escadrille (SAL 6) du 33e Régiment d'Aviation d'Observation, de Wackernheim près de Mayence(Régiment dissous le 30 mai 1930) .
Il prend ensuite le commandement de la 15e Escadrille (SAL 33) le 1er décembre 1928.

### Bordeaux (juin 1930 - juin 1943)
Après le retour en France des escadrilles de l'armée française du rhin, il obtient son retour à Bordeaux.
Nommé au CISA - Centre d'Instruction des Spécialistes de l'Aviation de Bordeaux - puis à l’état-major de la 1re Brigade aérienne en qualité d’adjoint au général commandant la brigade (le CISA est parti en 1932 pour aller à Rochefort). Il vole de moins en moins.
Le 22 juin 1931 il fait un atterrissage forcé en mauvais terrain à Beau Désert et est victime de son premier et dernier accident grave (fracture d'une vertèbre cervicale à l'atterrissage) ce qui mettra un terme à sa carrière de pilote.
En juin 1937, il est nommé Commandant et passe à la Direction générale technique et industrielle du service des fabrications de l’aéronautique (Bataillon de l’air 106)
Au début de la seconde guerre mondiale il est attaché au service des fabrications de l'aéronautique jusqu'à sa retraite le 31 décembre 1941, il regrettera ne pas pouvoir contribuer plus directement à la guerre.
Il décède le 9 juin 1943 à Clermont-Ferrand à l'âge de 56 ans.
Au total après la guerre, Paul Fressanges du Bost aura accumulé environ 310 heures de vol :
- Escadrille SAL 19 (Salmson 2A2) : 70h
- Cazaux (Nieuport 29 et Breguet 14A2) : 128h
- Escadrille BR 246 (Breguet 19A2) : 37h
- Escadrille SAL 33 (Breguet 19A2) : 63h
- Bordeaux (Breguet 19 et Caudron 59): 12h

## Distinctions
| Officier de la Légion d'honneur | Croix de guerre 1914-1918 | Médaille interalliée dite de la victoire | Médaille commémorative de la Grande Guerre | Croix du Combattant |

Paul Fressanges du Bost est officier de la Légion d'Honneur, titulaire de la Croix de Guerre avec palme et étoiles, de la médaille Interalliée dite de la Victoire, de la médaille commémorative de la Grande Guerre et de la Croix du Combattant.

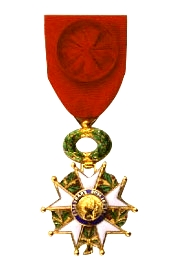
Officier de la Légion d'Honneur

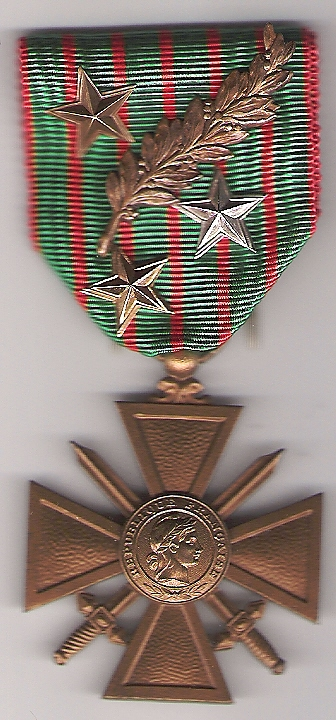
Croix de guerre 1914-1918

- Légion d'honneur :
  - Chevalier N°151.698 (16 juin 1920), puis
  - Officier (12 décembre 1940);
- Croix de guerre 1914-1918 :
  - Étoile d'argent, citation à l’ordre de la 57e Division d'Infanterie : ordre n° 43 (17 janvier 1915), puis
  - Étoile de vermeil, citation à l’ordre du 13e Corps d'Armée : ordre n° 172 (3 septembre 1917), puis
  - Étoile de vermeil, citation à l’ordre du 13e Corps d'Armée (28 janvier 1919), puis
  - Palme de bronze, citation à l’ordre de la 10e Armée : ordre n° 360 (2 juin 1919).

## Filmographie
- Tony Bill, Flyboys, 2006
- Nikolai Müllerschön (en), Der rote Baron, 2008
- William A. Wellman, Wings, 1927
- Barry Thomas, Wings (BBC Series), 1977-1978
- John Guillermin, The Blue Max, 1966
- Jack Gold, Aces High, 1976
- Edmund Goulding, The Dawn Patrol, 1938

## Théâtre
- Hubert Evin, #1914 - la Tranchée d'Heisenberg, 2014